# Il fiore delle Mille e una notte
Il fiore delle Mille e una notte è un film del 1974 scritto e diretto da Pier Paolo Pasolini, tratto dal Le mille e una notte.
È il terzo e conclusivo capitolo della cosiddetta "Trilogia della vita", dopo Il Decameron (1971) e I racconti di Canterbury (1972).
Il film ha vinto il Grand Prix Speciale della Giuria al 27º Festival di Cannes.

## Trama

### Nur ed-Din e Zumurrùd
Oltre mille anni fa, sullo sfondo di un'atmosfera orientale e fantastica, in Arabia il giovanotto Nur ed-Din compra al mercato l'affascinante schiava nera Zumurrùd. In realtà è la ragazza a scegliere il padrone perché trova in lui del buono e del bello a confronto degli altri compratori. Pagate 1000 dine, Nur ed-Din porta Zumurrùd nella sua casa dove passano insieme una felice e passionale notte d'amore.

### Il poeta Sium e i tre giovani
Il giorno dopo l'amplesso amoroso di Nur ed-Din e Zumurrùd, la schiava saggia e colta legge una storia al suo innamorato, In una sconosciuta zona araba un vecchio poeta sta viaggiando con la sua scorta. Sium si ferma in un piccolo villaggio su un fiume per rifocillarsi e invita tre ragazzi nella sua tenda per leggere loro i suoi versi.

### Il re Harùn, la regina Zeudi e la giovane coppia

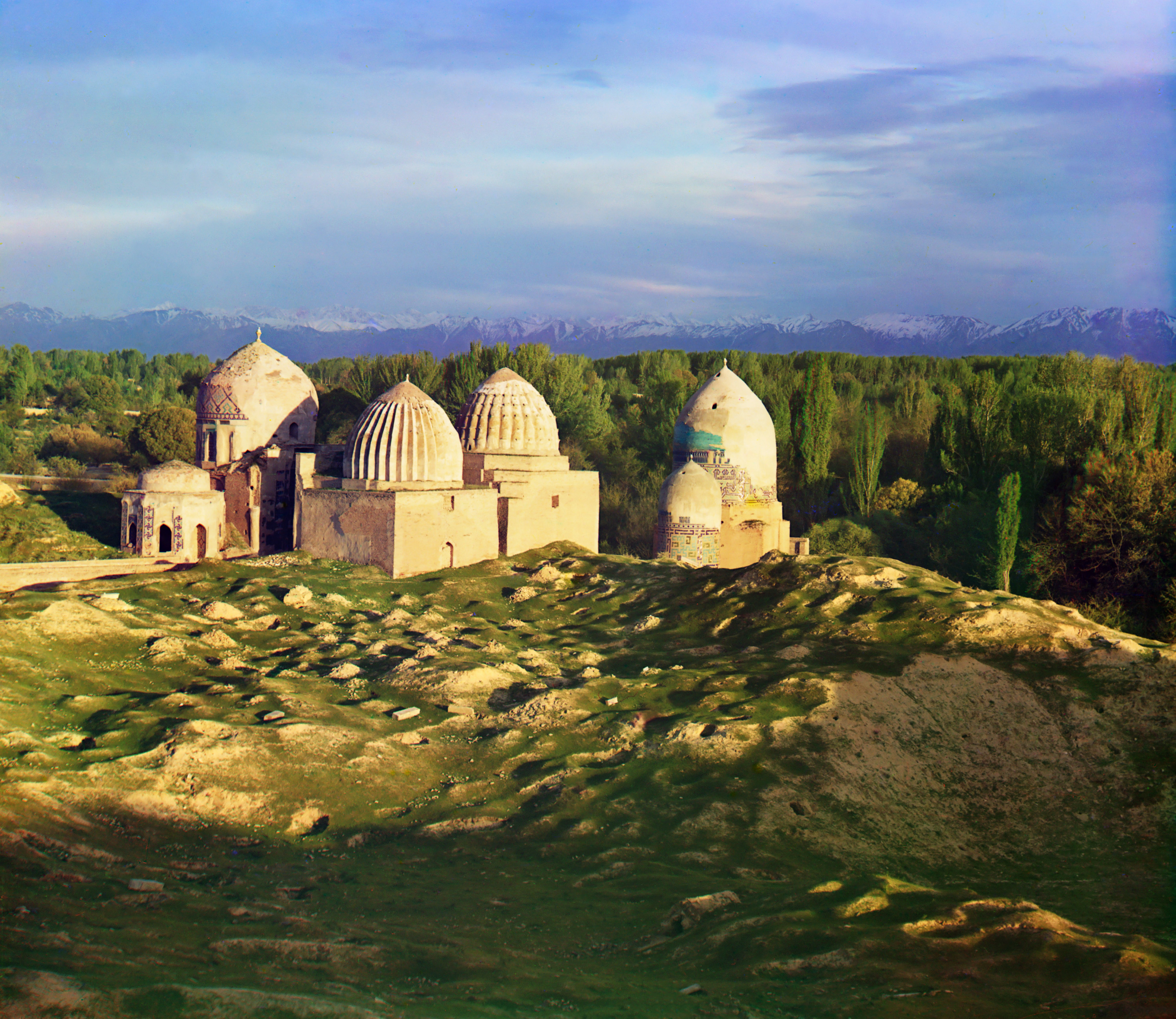
Moschee di Samarcanda

Questa è una storia del poeta Sium. Una coppia reale, Harùn e Zeudi, cerca di sperimentare come i giovani riescano a provare amore l'un per l'altra e soprattutto quali possano essere le sue conseguenze. La regina sostiene che in una coppia il più brutto s'innamora della più bella o viceversa, ma Harùn vuole fare una prova. Quindi i due prelevano un ragazzo e una ragazza e li invitano nella tenda, senza che l'uno conosca l'altra. A notte fonda Harùn e Zeudi mettono i due giovani a dormire in una stanza e svegliano il ragazzo. Questi vede la fanciulla e la possiede senza che lei si svegli, poi torna a letto. Poi ai coniugi reali tocca fare la seconda mossa e svegliano la ragazza che fa lo stesso gesto del giovane, adagiandosi a letto con lui, per poi coricarsi di nuovo. Harùn e Zeudi concludono che i giovani sono due anime gemelle, fatte l'uno per l'altra, due lune piene nello stesso cielo.

### Nur ed-Din perde Zumurrùd e tenta di trovarla
Nel frattempo nel villaggio di Nur ed-Din è spuntato il giorno e Zumurrùd sta ricamando una preziosa tela da vendere al mercato per 200 dina, a patto che il padrone non la consegni ad un uomo con gli occhi azzurri. Nur ed-Din mantiene la promessa ma quando si vede arrivare davanti l'uomo citato da Zumurrùd che gli offre 1000 dine per il dipinto non ci pensa due volte e glielo consegna. Tuttavia l'uomo insegue di nascosto Nur ed-Din per tutta la strada fino alla sua casa dove gli chiede di ospitarlo. Il buon Nur ed-Din fa anche questo e non si accorge che l'uomo guarda insistentemente Zumurrùd, per poi invitare Nur ed-Din a conversare su una panca.
Quando il padrone si addormenta, l'uomo rapisce Zumurrùd e se la porta nella sua casa. Tuttavia Zumurrùd riesce presto a mandare un messaggio al caro Nur ed-Din, ormai in lacrime. I due si sarebbero incontrati di notte, sotto le mura della casa del bandito, e sarebbero fuggiti con dell'oro rubato. Nur ed-Din si dimostra entusiasta dopo aver letto il messaggio recatogli dall'informatrice e, ripagata la donna giacendo con lei, aspetta la notte e si dirige verso la casa dell'uomo dagli occhi azzurri dove però, nell'attesa, si addormenta. Intanto, un altro già passava da quelle parti e, avvistando Zumurrùd che si appresta a scendere dalla corda, la rapisce e la porta nel suo covo di quaranta ladroni, dove la affida al vecchio padre.

### Zumurrùd diventa "Re Sair" e Nur ed-Din giunge nella sua corte

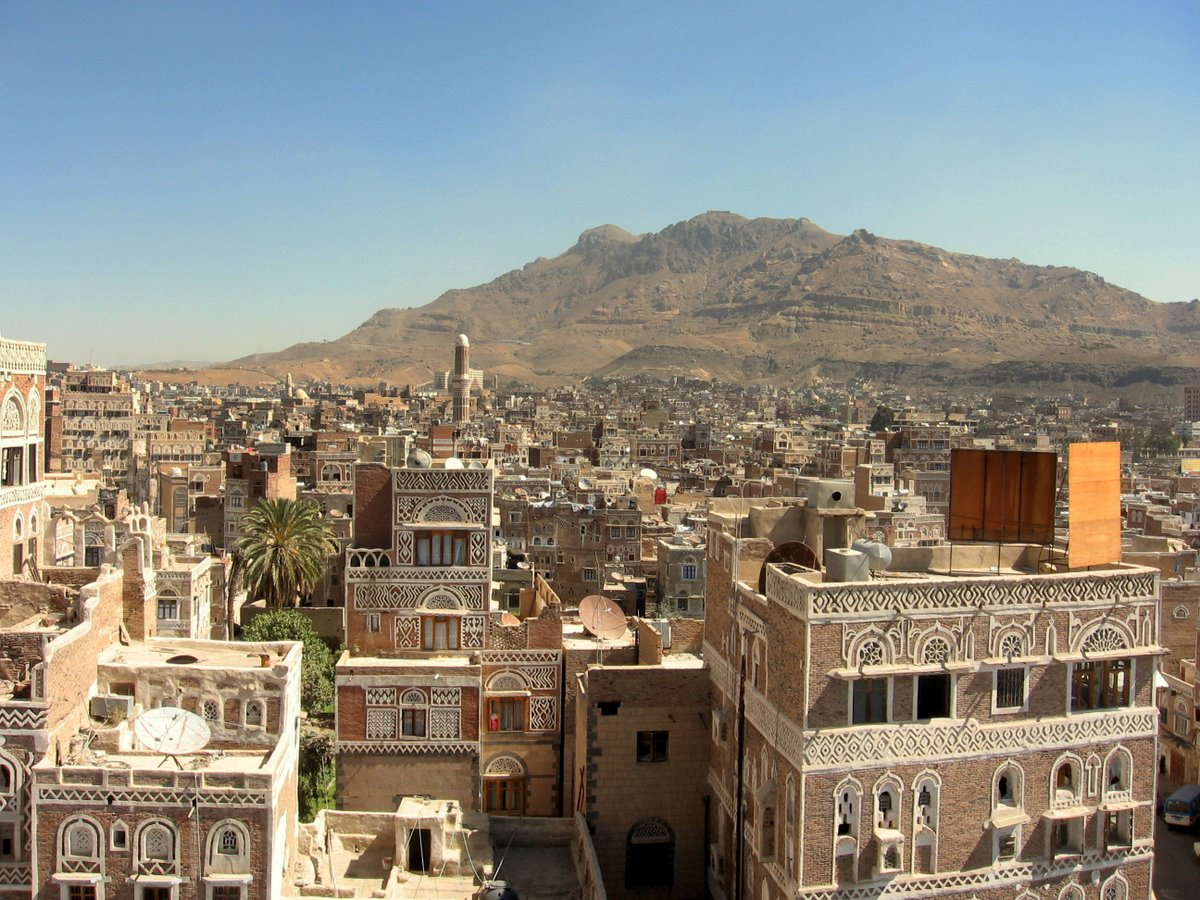
La città antica araba di Sana'a (Yemen), dove è ambientata la storia di Aziz e Aziza

Grazie alla sua astuzia, Zumurrùd riesce a fuggire dal covo e, sotto spoglie maschili, giunge alle porte della città più vicina. Qui è appena morto il re e la corte, scambiando Zumurrùd per un uomo, la fanno Re Sair e le danno in sposa la principessa. A corte, Sair riceve il bandito dagli occhi azzurri che l'aveva rapita e scopre che prima di presentarsi al suo cospetto ha mangiato a sbafo alla sua mensa reale. Per questo, lo fa crocifiggere. Poco dopo, giunge al banchetto anche il capo dei ladroni che compie lo stesso gesto infame dell'altro bandito e viene punito allo stesso modo. Intanto, il disperato Nur ed-Din è solo per sempre e non sa che fare. Messosi in viaggio, giunge nella città dove risiede sotto mentite spoglie la sua sposa. Qui viene accolto da due fanciulle, ancelle di Munis, le quali lo lavano, lo rivestono e giocano un po' con lui. Raccontata la sua triste avventura, Nur ed-Din è consolato dalla buona Munis che si propone di leggergli alcune storie in compagnia delle sue schiave.

### Il sogno di Dùnya
La fanciulla Dunya nel suo palazzo fa uno strano sogno: in una tela vi è imprigionata un colombo grigio che, per quanto si sforzi, non riesce a liberarsi. Dopo un po' di tempo quando l'uccello è allo stremo giunge una colomba bianca che la salva, volando infine assieme a lei. Ma quando è la colomba a trovarsi imprigionata in un'altra rete, il colombo svolazza sopra di lei, lasciandola al suo destino. Dunya interpreta il sogno come un chiaro riferimento al tradimento che gli uomini perseverano contro le proprie mogli. Perciò decide di non sposarsi mai, sebbene sia giovanissima e molto bella. Ma la principessa non riesce a togliersi dalla mente questa visione simbolica e così disegna su molte tavole il suo sogno, finché non decide di commissionare un grande mosaico parietale sul soffitto che rappresenti ciò che ha in visione ogni notte.

### Il viandante Tagi incontra il triste Aziz
Il forestiero Tagi incontra per la via un ragazzo di nome Aziz il quale appena lo vede tenta di nascondergli alla vista una pergamena raffigurante un albero ai cui fianchi vi sono due gazzelle. Tagi chiede di vederlo e allora Aziz scoppia in lacrime; Tagi chiede spiegazioni e il giovane comincia a raccontare la sua triste storia.

### Aziz e Aziza
Nella splendida città di Aziz si stanno facendo i preparativi per le sue nozze con la cugina Aziza, quando poco prima della cerimonia corre a chiamare un suo amico. Fermatosi ad aspettare sotto la casa del compagno, sopra Aziz cade un fazzoletto, gettato da una bella e misteriosa fanciulla la quale gli fa dei gesti che Aziz non riesce a comprendere, data la sua poca conoscenza dei linguaggi dell'amore. Infatti Aziz rimane ad aspettare il ritorno della ragazza fino a tarda notte quando, stanco, decide di ritornare in casa di Aziza.
La trova in lacrime, mentre la madre, rimproverando Aziz, gli comunica il rinvio delle nozze al prossimo anno. Finalmente soli, Aziz racconta il suo incontro ad Aziza che gli spiega i desideri della misteriosa fanciulla: incontrarlo di nuovo allo stesso posto, dopo che Aziz abbia aspettato soffrendo due giorni. Trascorrono i due giorni e Aziz si ripresenta sotto la casa, ma la ragazza non appare. Infuriato Aziz torna da Aziza e, picchiandola, pretende spiegazioni. La paziente Aziza, provata da così tanto dolore perché consapevole di aver perduto ormai il suo Aziz per sempre, gli consiglia di recarsi quella notte nel giardino fuori città, dove è piantata una tenda e gli sussurra alcune frasi d'amore da riferire alla misteriosa amante.
E così Aziz e la sua ragazza di nome Budùr (detta anche "La Pazza") passano tante notti di folle e piacevole amore (durante una di queste si consuma anche la famosa scena di deflorazione di Budùr tramite la freccia a forma di fallo). Intanto Aziza si fa sempre più debole e taciturna durante i ripetuti tradimenti del suo Aziz, fino all'ultimo, quando stremata dalla disperazione sussurra ad Aziz l'ultima frase d'amore da riferire a Budùr, per poi morire tra le lacrime e gli spasimi. Aziz riferisce la frase a Budùr che, potendo predire il futuro, scopre la morte della promessa sposa del suo innamorato. Budùr comunica ad Aziz di redimersi, facendosi prestare dei soldi per costruire una sfarzosa tomba di marmo per Aziza.
Questi non si presenta nemmeno al funerale della ragazza e corre a prendere le monete, ormai con l'unico pensiero di giacere per sempre con Budùr, sennonché mentre ritorna viene condotto a forza in una casa. Qui conosce una ragazza che l'obbliga a sposarlo, dimenticando Budùr e Aziz, sciocco com'è, si abbandona al suo desiderio, possedendola. Dopo un anno Aziz è diventato padre, ma non ha dimenticato la sua cara Budùr e per questo pensa di recarsi di nuovo nel luogo dove da ragazzo ha passato tanti momenti felici in sua compagnia. Infatti Aziz vi trova Budùr che l'aspettava con ansia da oltre un anno. Decisa ormai a vendicarsi, Budùr fa immobilizzare Aziz e lo evira brutalmente. Tornato in casa di Aziza, Aziz trova sua madre che gli porge un vestito ricamato dalla sposa per lui e una pergamena con frasi dedicate al suo amato. Aziz è vinto dal rimorso e scoppia in un pianto dirotto.

### Tagi e Aziz si recano nella città di Dùnya
Terminata la sua storia, Aziz piange ancora, ma Tagi lo consola e arde al desiderio di conoscere la principessa Dùnya. Aziz l'accompagna in un'osteria dove sta mangiando lo sceicco, padre della ragazza, il quale consiglia loro di catturare la sua attenzione con un dipinto. Allora Aziz e Tagi trovano due poveri pittori: Shahzamàn e Yunan e se li portano nella casa per dipingere un mosaico sul soffitto. Infatti Tagi, rimasto colpito dal racconto del sogno di Dunya, intende raffigurare proprio quella visione, con una piccola modifica finale.
Mentre si mettono all'opera, i due pittori cominciano a raccontare a turno le proprie storie per ammazzare il tempo.

### La storia di Shahzamàn
Le avventure di Shahzamàn iniziano quando questi per scampare a morte certa durante un combattimento, finge di essere morto. Scampato dal pericolo, egli si reca in una città dove si mette al servizio di un affittacamere come falegname. Giunto nel cantiere, Shahzamàn scopre una botola segreta e ci si cala, scoprendo l'entrata di una dimora segreta. Nella bellissima casa risiede prigioniera di un demone (Franco Citti) una giovane principessa con cui passa una notte di ardente amore. Consumato l'attimo supremo, la ragazza incita Shahzamàn a fuggire via perché di lì a poco sarebbe giunto il demone e l'avrebbe di sicuro ucciso.
Infatti poco dopo la fuga del ragazzo giunge un essere dalle sembianze umane, ma dai capelli irti e rossi come fuoco che trova vicino al letto della principessa due zoccoli, appartenenti a Shahzamàn. Allora il diavolo si mette a caccia del ragazzo per tutta la città, mostrando a tutti le scarpe del giovane. Purtroppo il calzolaio che ha venduto le scarpe a Shahzamàn gli indica dove abita il falegname e il demone lo raggiunge presto, conducendolo nel luogo del misfatto. Ora il demone per vendetta propone a entrambi i giovani di uccidersi l'un l'altro promettendo al superstite la libertà, ma l'amore che i due provano è troppo forte e quindi il diavolo preferisce accanirsi sulla ragazza tagliandole prima le mani, poi i piedi e infine la testa. Dopodiché porta il ragazzo nel deserto e lo tramuta in una scimmia.
Questi viene catturato da un gruppo di viaggiatori che durante un tragitto in mare stanno pensando come scrivere i loro memoriali. Allora Shahzamàn per farsi riconoscere prende un foglio e incomincia a scrivere il discorso. Il messaggio giunge dall'Arabia fino alla lontana India, dove il re vuole che immediatamente venga convocato l'autore di una calligrafia così scorrevole e perfetta. La scimmia viene portata in trionfo per tutta la città e infine a corte dove la figlia del sovrano riconosce in lui un uomo maledetto da un diavolo. Allora gli fa riprendere le sue normali sembianze sacrificando se stessa, morendo in un turbine di fiamme. Shahzamàn è commosso di fronte a un simile atto di amore e chiede al sovrano di partire al più presto per la sua terra.

### La storia di Yunan
Yunan è il rampollo di un nobile indiano, mai uscito dal palazzo e totalmente ignorante del senso della vita. Nel frattempo nella zona giunge per barca un vecchio eremita il quale predice la propria morte a un giovane schiavo, spiegandogli di recarsi il giorno seguente a recuperare il suo corpo e la sua nobile tunica per consegnarla al primo che gliel'avesse richiesta. Un giorno però Yunan vuole partire per conoscere il mondo e chiede al padre il permesso; questi acconsente e il giovane si mette in viaggio, facendo presto naufragio. Si perde in un'isoletta vicino alla sua terra dove scopre l'esistenza di un cavaliere il quale getta una maledizione su quella terra.
Su consiglio divino, Yunan prende una freccia e colpisce a morte il cavaliere che cade tra le rocce e poi scende in spiaggia dove trova un'entrata segreta tramite una botola (stessa coincidenza della storia di Shahzamàn). Qui scopre l'esistenza di una grande stanza abitata da un re quindicenne il quale gli intima di non ucciderlo perché una crudele profezia gli ha rivelato che il primo approdato sull'isola gli avrebbe fatto del male. Il buon Yunan lo rassicura e fa perfino un bagno giocando con il ragazzo e passano la notte assieme. Il giorno dopo, mentre il giovane dorme ancora, Yunan estrae un pugnale e lo trafigge alla schiena. Raccapricciato per il gesto, Yunan corre fuori in spiaggia dove viene ritrovato da suo padre, che lo riporta in patria. Yunan appena arrivato chiede allo schiavo le vesti dell'uomo. La profezia si è avverata e Yunan ora decide di partire in esilio per una terra lontana.

### Il termine del mosaico e l'arrivo di Dùnya
Finito di raccontare le due storie, Shahzamàn e Yunan terminano il mosaico e se ne vanno per la loro strada, intascato il compenso da Tagi che si appresta ad aspettare l'arrivo di Dùnya. Infatti la trova nel giardino del palazzo e le propone di salire per mostrargli il disegno. Dùnya rimane estasiata dalla bellezza del mosaico e Tagi le spiega di aver aggiunto un particolare: l'arrivo di un falcone che uccide il colombo. Dùnya capisce il significato e fugge via, ma poi ritorna capendo di essersi innamorata di Tagi e lo bacia e lo ama con passione fino alla fine.

### Nur-ed Din ritrova la sua Zumurrùd
Terminate le storie di Munis, il triste Nur ed-Din viene convocato da Re Sair nelle sue stanze. Questi non sa cosa lui voglia, ma decide di obbedire per non far montare il sovrano su tutte le furie. Giunto nella stanza del re, Zumurrùd gli chiede se il ragazzo la riconosca o se l'abbia mai conosciuta. Nur ed-Din sconsolato non sa che dire allora Zumurrùd lo invita a spogliarsi e ad adagiarsi sul letto nuziale, per poi spogliarsi anche lei rivelando la sua vera identità. Il felice Nur ed-Din abbraccia felice Zumurrùd.

## Produzione

### Sceneggiatura
Vi è una sensibile differenza tra la sceneggiatura scritta e la forma definitiva del film, con un radicale cambiamento dell'impostazione complessiva.
| Sceneggiatura | Film |
| --- | --- |
| - Primo tempo - Prologo - Visione di Mohamed (storia di Abu Nuwàs) - Visione di Ahmed (storia della regina Zobeida) - Visione di Nur ed-Din (storia del re Harún e della regina Zobeida, di Hasan e di Sitt la Bella) - Visione di Alì (storia di Dúnya e Tagi, che contiene anche quelle di Aziz e Aziza e di Shahriyàr, Shahzamàn e Yunàn) - Intermezzo - Prologo (cadavere del gobbo ucciso quattro volte) - Storia del sensale cristiano (Baqbaq) - Storia del capocuoco musulmano (Quffa) - Storia del medico ebreo (Al-Baqbúq) - Storia del sarto cinese (Dalila) - Secondo tempo - Prologo (l'autore del film incontra i ragazzi) - Storia di Nur ed-Din e Zumurrud - Bacio di Nur ed-Din - Bacio di Mohamed - Bacio di Ahmed - Bacio di Alì | - Nur ed-Din e Zumurrud - Il poeta Sium e i tre giovani (lettura-racconto) - Il re Harún, la regina Zeudi e la giovane coppia (lettura-racconto) - Munis racconta a Nur ed-Din la storia di Dúnya e Tagi - Tagi incontra Aziz che racconta la propria storia con Aziza - Tagi ascolta i racconti di Shahzamàn e Yunàn - Nur ed-Din e Zumurrud si ritrovano |

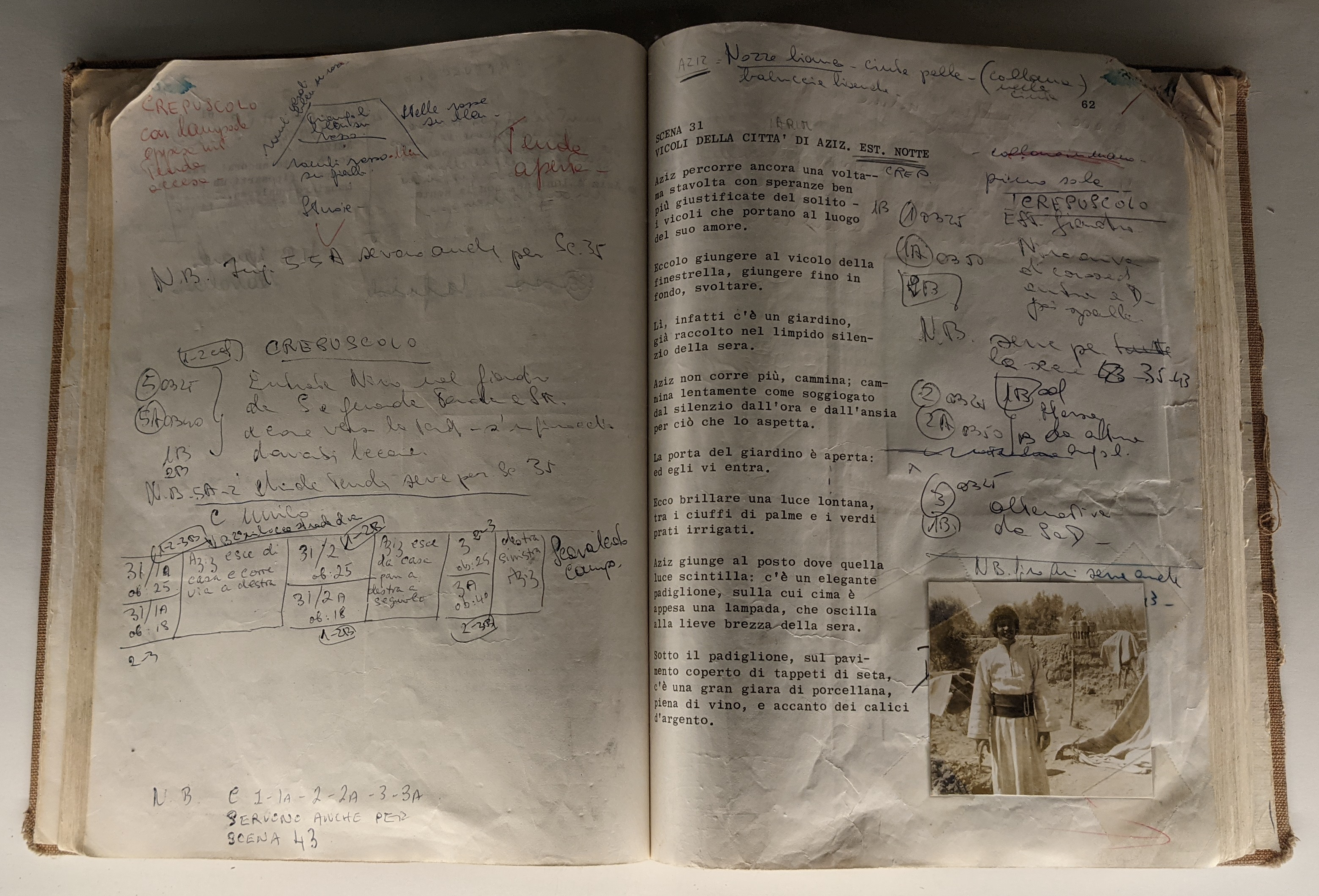
Copione originale del film con annotazioni della segretaria di edizione Beatrice Banfi. In esposizione alla Cineteca di Bologna.

La sceneggiatura è costruita su una struttura molto rigida, divisa in tre atti (Primo tempo, Intermezzo, Secondo tempo), ognuno dei quali a sua volta diviso in quattro parti, con la presenza forte della cornice come elemento di raccordo e omogeneizzazione fra i racconti scelti da Pasolini fra le Mille e una notte. Lo stesso materiale narrativo è presentato invece nel film in una forma rapsodica, continua, fluida. La sceneggiatura si apre con un prologo ambientato nel Cairo moderno, in cui quattro ragazzi si masturbano all'aperto e hanno delle «visioni» che corrispondono a racconti e frammenti di novelle.
Nell'Intermezzo, quattro personaggi (un sarto, un medico, un cuoco e un sensale), ognuno dei quali crede di essere responsabile della morte di una stessa persona (un gobbo), raccontano a turno una storia per cercare di divertire il Sultano ed evitare la condanna a morte. Nel Secondo tempo l'autore entra in scena in prima persona (come già nei due precedenti episodi della "Trilogia della vita", in cui interpretava i personaggi dell'allievo di Giotto e di Chaucer, stavolta però nel ruolo di sé stesso) e, in un'esplicita rivendicazione della propria omosessualità, bacia uno dopo l'altro i quattro ragazzi del prologo, generando ogni volta una «visione» che costituisce un tassello della storia di Nur ed-Din e Zumurrud.
È assente nella sceneggiatura una delle sequenze più celebri del film, quella in cui Aziz colpisce con una freccia a forma di fallo la vagina di Budur. Nel passaggio della sceneggiatura al film vero e proprio, Pasolini ne stravolge completamente la struttura, «conquistando una leggerezza fabulatoria di straordinaria suggestione strutturale» e riuscendo a rendere «la dimensione plurima e polifonica del favolismo onirico»: vengono completamente eliminati il prologo moderno e l'Intermezzo, la novella di Nur ed-Din e Zumurrud sostituisce la cornice e diventa la narrazione principale, sviluppata lungo tutto il film e non più nel solo Secondo tempo, una novella-contenitore all'interno della quale vengono raccontate le altre storie (con tagli e modifiche rispetto alla sceneggiatura), in un gioco di rimandi a scatole cinesi.
Nel segno della ricerca della «leggerezza» si inserisce forse anche l'eliminazione della presenza fisica e simbolica dell'autore nel film, della sua «ridondante rivendicazione della propria omosessualità» e della «scontata dichiarazione di fede e di eresia» (nella sceneggiatura l'autore, sorridendo, alza il pugno chiuso e dice: «Io sono comunista, e nella vita sono insieme con gli operai che lottano per la loro libertà e i loro diritti. Però non posso per questo rinunciare alla mia libertà e al mio diritto di raccontare fiabe [...] E raccontando le mie libere fiabe, non voglio scandalizzare solo i piccolo-borghesi, ma anche i piccolo-borghesi comunisti! [...] I giovani che disapprovano da sinistra il sesso e la gioia di vivere sono figli dei vecchi che li disapprovano da destra [...] Bisogna avere la libertà di raccontare storie politiche, non l'obbligo di raccontare storie politiche!»).

### Esterni
Venne girato in Yemen, Etiopia, Iran, India e Nepal.

### Doppiaggio
Pasolini si recò a Lecce e a Calimera, alla ricerca di doppiatori, in quanto vedeva nell'accento leccese somiglianze con la lingua araba.

## Distribuzione
Curiosamente, a questo film, benché fosse stato denunciato sin dalla sua prima proiezione in pubblico per oscenità, furono risparmiate le peripezie giudiziarie degli altri. Il 5 agosto 1974, la denuncia per oscenità contro Il fiore delle mille e una notte è archiviata dalla Procura di Milano. Il sostituto procuratore di Milano, Caizzi, dichiarò di «non doversi promuovere l'azione penale» contro il film giudicato «opera cinematografica di buon livello» e anche come «rappresentazione di una sensualità e di un'affettività non malate... perché libere dall'idea del peccato, propria della tradizione cristiana».

## Accoglienza
Ebbe un'accoglienza più tiepida da parte del pubblico, rispetto a Il Decameron e I racconti di Canterbury, con incassi molto inferiori. Il film ha vinto il gran premio speciale della Giuria al festival di Cannes.

## Riconoscimenti
- 1974 - Festival di Cannes
  - Grand Prix Speciale della Giuria